# Tempo der Gründerjahre
Das Tempo der Gründerjahre ist ein Gemälde des deutschen Malers Friedrich Kaiser aus der Zeit um 1875 oder 1865. Es wird im Märkischen Museum in Berlin ausgestellt.

## Bildbeschreibung
Das Bild zeigt den Wohnungsbau an der Grenadierstraße in der Spandauer Vorstadt, einem Stadtteil von Berlin. Während einige der Mietskasernen bereits stehen, beginnt bei den anderen gerade erst der Bau. Den Vordergrund nimmt eine Baugrube ein. Auf deren Gelände stehen mehrere Pferdegespanne, die ausgehobenen Sand fortschaffen sollen. Mit Peitschenschlägen werden die Pferde vorangetrieben. Verschiedene Arbeitsschritte des Bauens sind gleichzeitig und in einem einzigen Straßenzug sichtbar.

## Entstehungsgeschichte

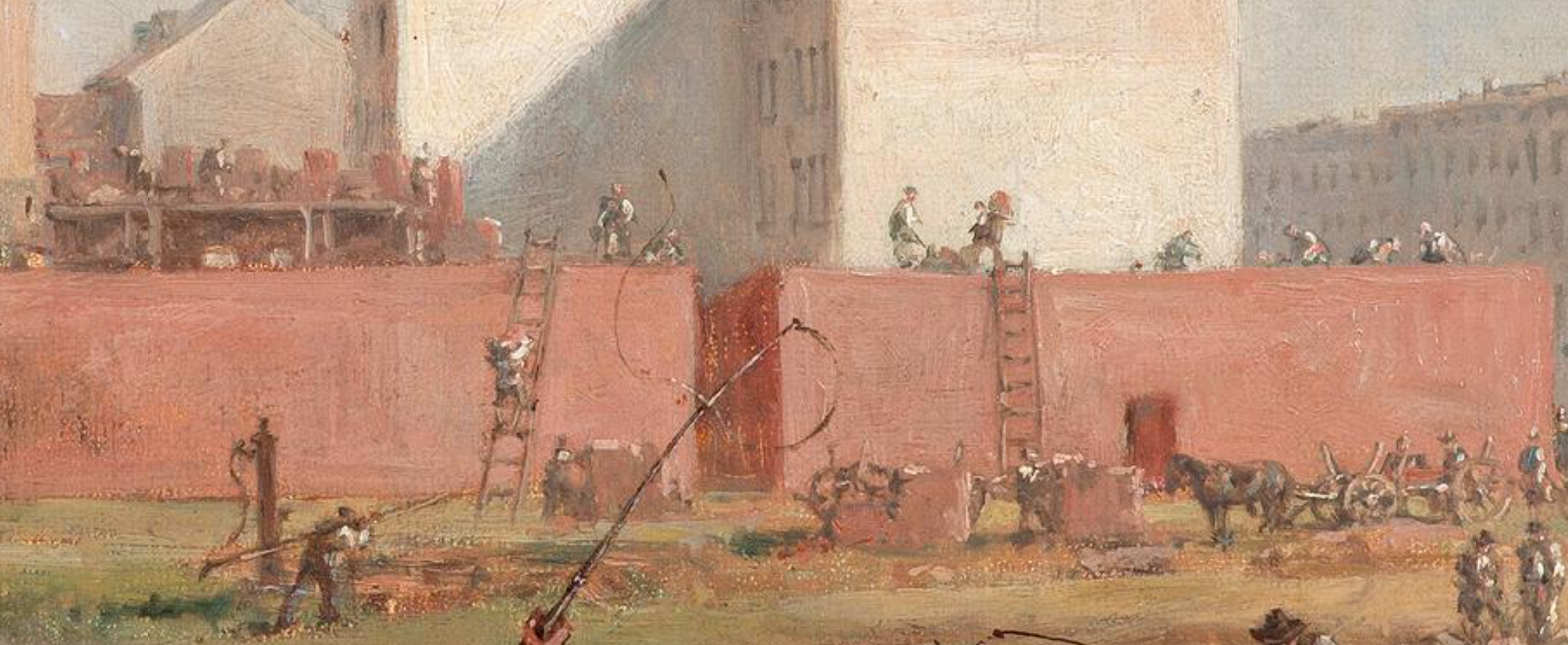
Bauarbeiter, Ausschnitt aus dem Tempo der Gründerjahre

Nachdem Berlin 1871 zur Reichshauptstadt des Deutschen Kaiserreiches aufgestiegen war, nahm seine Einwohnerzahl rapide zu. Schon zwischen 1864 und 1871 erhöhte sie sich im Jahr durchschnittlich um etwa 27.500 Personen. Dies kam der Einwohnerzahl der Stadt Brandenburg oder der Stralsunds nahe. Deshalb musste schnell neuer Wohnraum geschaffen werden. Vor allem im Norden der Stadt, unweit der Fabriken, wurden neue Mietshausviertel aus dem Boden gestampft. Ein Zeitgenosse fasste die Entwicklung wie folgt zusammen: 

„Wir können nebeneinander fast alle Stufen des Bauprozesses beobachten, angefangen bei den Ausschachtungsarbeiten, über die Fundierung, die Aufmauerung der Außenwände, die Anlieferung der Holzbalken für die Decken bis hin zum fertigen, frisch verputzten Vorderhaus, an dessen Rückseite noch das Putzergerüst steht.“

Unter diesem Eindruck fertigte Friedrich Kaiser sein Gemälde Tempo der Gründerjahre an. Es stellt nach Meinung von Dominik Bartmann eine Besonderheit dar, da Berlin als künstlerisches Motiv zu jener Zeit noch nicht weit verbreitet war. Das Gemälde stehe für die Stadt somit „am Beginn der neuartigen Großstadtthematik“. Der Maler des Bildes, Friedrich Kaiser, war in erster Linie in der Historien- und Militärmalerei aktiv. Er wandte sich gelegentlich – ähnlich wie Adolph Menzel – aber auch den städtischen Motiven Berlins zu. Bereits 1859 malte Kaiser die Ansicht einer städtischen Baustelle in der Oranienburger Straße 57/58. Auch bei diesem Bild tauchen bereits Pferdewagen und Bauarbeiter auf. In der Forschung wird angenommen, dass Kaisers Prägung als Schlachtenmaler für die dramaturgische Gestaltung des Bildes verantwortlich ist. Auch nach Meinung von Irmgard Wirth mutet die Szene mit den „wild angetriebenen Pferdegespanne[n]“ fast „kriegerisch“ an.
Das Gemälde fängt titelgebend ein für die Zeitgenossen zuvor unbekanntes Bautempo ein. Der deutsche Sozialwissenschaftler Klaus Türk ordnet es dem Bildtypus des „heroischen Bauens“ zu. Es gehe um die Darstellung einer städtebaulichen „Demonstration von Macht und Größe“. Der Kunsthistoriker Gisold Lammel meint, dass „die fieberhafte Bautätigkeit dramatisch ins Bild gesetzt“ werde.